# Rafa Mujica
Rafael Sebastián Mujica García (Las Palmas de Gran Canaria, 29 de octubre de 1998) es un futbolista español que juega como delantero en el Al Sadd de la Liga de fútbol de Catar.

## Trayectoria deportiva
Formado en la cantera de la U. D. Las Palmas en la temporada 2014-15 destacó en el Juvenil "A" del club canario, ganador del grupo 5 de la División de Honor, incluido un gol suyo en el partido decisivo ante el Club Deportivo Laguna. Además de su actuación en la Copa del Atlántico de 2015 con la selección canaria le valió para ser convocado con la selección española sub-17, del exatlético Santi Denia.
En mayo de 2015 fue fichado por el F. C. Barcelona, y con 16 años se integró en el juvenil azulgrana. A mitad de temporada pasó al primer filial en Segunda División B. Al año siguiente continuó en el filial, pero hizo la pretemporada con el primer equipo, anotando un gol en un amistoso contra el Leicester City F. C.
En enero de 2018 fue cedido a la U. E. Cornellà en Segunda B, hasta el final de la temporada. Al final de la temporada volvió al filial del FC Barcelona, con el que cumplió una temporada más, anotando 7 goles en 33 partidos. Tras dicha temporada fue fichado por el Leeds United de la EFL Championship. El 24 de agosto fue cedido al Extremadura U. D. de la Segunda División de España. En enero de 2020 se canceló la cesión y fue prestado al Villarreal C. F. "B".
En agosto de 2020 volvió a ser cedido por una temporada por el Real Oviedo de la Segunda División. El delantero grancanario apenas tuvo participación en el cuadro ovetense, jugando cuatro partidos de liga y uno de Copa del Rey en el que metió dos goles. 
El 1 de febrero de 2021 finalizó su cesión en el Real Oviedo, siendo cedido a la U. D. Las Palmas hasta final de temporada. El 2 de julio de 2021 fue traspasado al club canario, firmando por una temporada. El 21 de junio de 2022 fue contratado por el Futebol Clube de Arouca de la Primeira Liga, al que llegó libre tras finalizar su contrato con Las Palmas.
Tras dos temporadas en Portugal en las que marcó 37 goles, en mayo de 2024 fue traspasado al Al Sadd de Catar por 10 millones de €, firmando por cuatro temporadas.

## Selección nacional
En 2016 fue convocado con la selección española sub-18.

## Clubes
| Club                          | País       | Año       |
| ----------------------------- | ---------- | --------- |
| F. C. Barcelona "B"           | España     | 2016-2019 |
| U. E. Cornellà (cedido)       | España     | 2018      |
| Leeds United F. C.            | Inglaterra | 2019-2021 |
| Extremadura U. D. (cedido)    | España     | 2019-2020 |
| Villarreal C. F. "B" (cedido) | España     | 2020      |
| Real Oviedo (cedido)          | España     | 2020-2021 |
| U. D. Las Palmas (cedido)     | España     | 2021-2022 |
| F. C. Arouca                  | Portugal   | 2022-2024 |
| Al Sadd                       | Catar      | 2024-     |

## Palmarés

### Títulos nacionales
| Título                              | Club          | País  | Año  |
| ----------------------------------- | ------------- | ----- | ---- |
| Liga de fútbol de Catar             | Al-Sadd S. C. | Catar | 2025 |
| Copa Príncipe de la Corona de Catar | Al-Sadd S. C. | Catar | 2025 |